# سالم الطوياوي
سالم عبد الله الطوياوي لاعب كرة قدم سعودي يلعب في نادي الطائي كظهير أيمن.

## روابط خارجية
سالم الطوياوي على موقع قاعدة بيانات كرة القدم.إي يو (الإنجليزية)
- سالم الطوياوي على موقع Soccerway.com (الإنجليزية)